# Marion County (Tennessee)
Marion County ist ein County im Bundesstaat Tennessee der Vereinigten Staaten. Das U.S. Census Bureau hat bei der Volkszählung 2020 eine Einwohnerzahl von 28.837 ermittelt. Der Verwaltungssitz (County Seat) ist Jasper.

## Geographie
Das County liegt im Südosten von Tennessee, grenzt im Süden an Alabama und Georgia und hat eine Fläche von 1327 Quadratkilometern, wovon 36 Quadratkilometer Wasserfläche sind. Es grenzt im Uhrzeigersinn an folgende Countys: Grunby County, Sequatchie County, Hamilton County, Dade County (Georgia), Jackson County (Alabama) und Franklin County.
Das County ist Teil der Metropolregion Chattanooga.

### Citys und Towns
- Jasper
- Kimball
- Monteagle
- New Hope
- Orme
- Powells Crossroads
- South Pittsburg
- Whiteside (früher: Running Water)
- Whitwell

### Unincorporated Communities
- Griffith Creek
- Haletown
- Mineral Springs

## Geschichte
Marion County wurde am 20. November 1817 aus Cherokee-Land gebildet. Benannt wurde es nach Francis Marion, auch bekannt unter seinem Spitznamen Swamp Fox, einem Oberstleutnant der Kontinentalarmee und späteren Brigadegeneral der Miliz von South Carolina im Amerikanischen Unabhängigkeitskrieg.

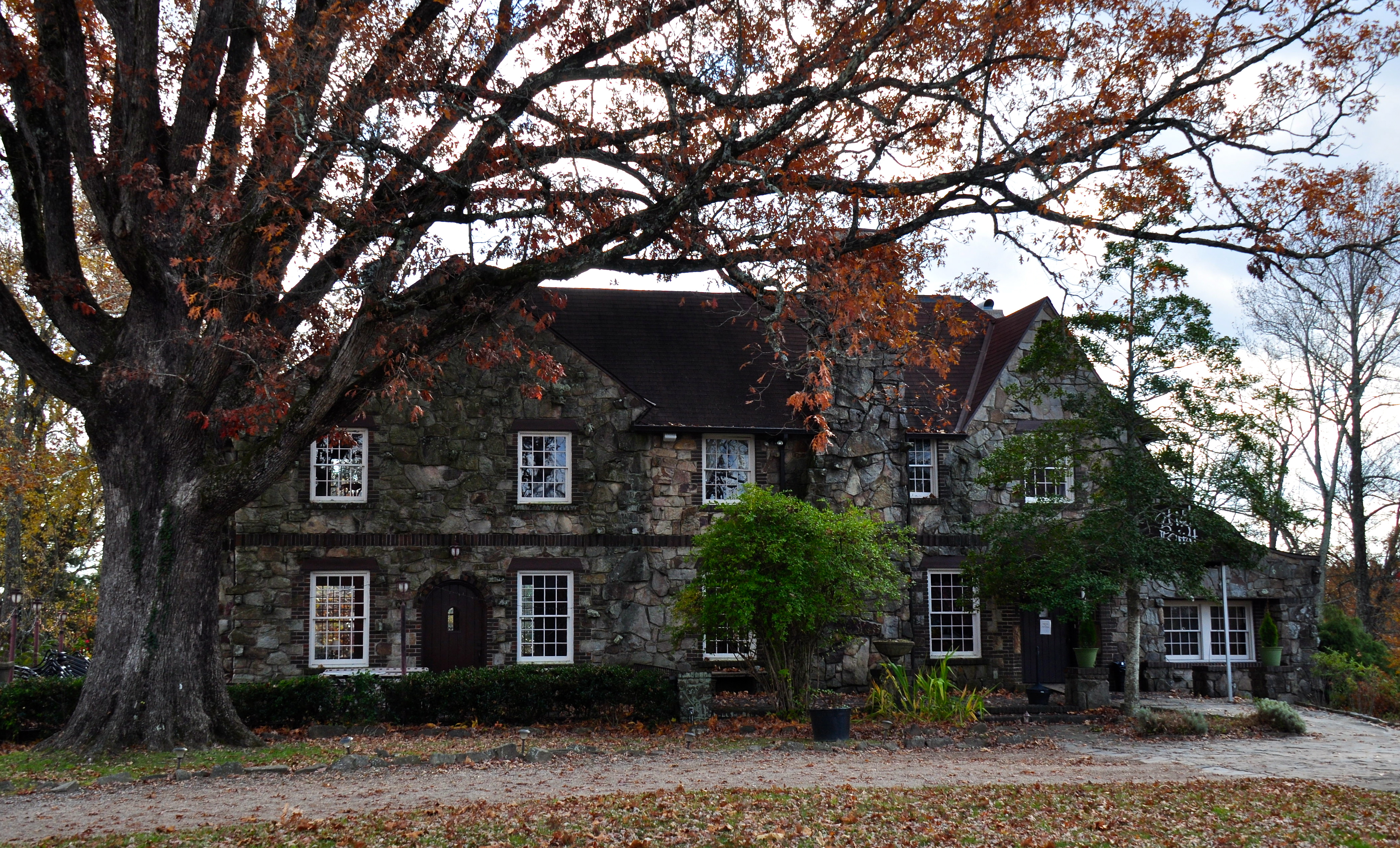
RyeMabee ist einer von 15 Einträgen des Countys im NRHP.

15 Bauwerke und Stätten des Countys sind im National Register of Historic Places (NRHP) eingetragen (Stand 23. August 2018).

## Demografische Daten

Alterspyramide Marion County

Nach der Volkszählung im Jahr 2000 lebten im Marion County 27.776 Menschen in 11.037 Haushalten und 8.134 Familien. Die Bevölkerungsdichte betrug 22 Einwohner pro Quadratkilometer. Ethnisch betrachtet setzte sich die Bevölkerung zusammen aus 94,33 Prozent Weißen, 4,14 Prozent Afroamerikanern, 0,26 Prozent amerikanischen Ureinwohnern, 0,21 Prozent Asiaten, 0,01 Prozent Bewohnern aus dem pazifischen Inselraum und 0,27 Prozent aus anderen ethnischen Gruppen; 0,78 Prozent stammten von zwei oder mehr Ethnien ab. 0,73 Prozent der Bevölkerung waren spanischer oder lateinamerikanischer Abstammung.
Von den 11.037 Haushalten hatten 31,1 Prozent Kinder und Jugendliche unter 18 Jahre, die bei ihnen lebten. 57,9 Prozent waren verheiratete, zusammenlebende Paare, 11,6 Prozent waren allein erziehende Mütter und 26,3 Prozent waren keine Familien. 23,6 Prozent waren Singlehaushalte und in 10,2 Prozent lebten Personen im Alter von 65 Jahren oder darüber. Die Durchschnittshaushaltsgröße betrug 2,49 und die durchschnittliche Haushaltsgröße betrug 2,93 Personen.
23,7 Prozent der Bevölkerung waren unter 18 Jahre alt, 8,5 Prozent zwischen 18 und 24, 28,6 Prozent zwischen 25 und 44, 26,3 Prozent zwischen 45 und 64 und 12,9 Prozent waren älter als 65. Das Durchschnittsalter betrug 38 Jahre. Auf 100 weibliche Personen kamen statistisch 95,9 männliche Personen und auf 100 Frauen im Alter von 18 Jahren und darüber kamen 92,0 Männer.
Das jährliche Durchschnittseinkommen eines Haushalts betrug 31.419 USD, das Durchschnittseinkommen der Familien betrug 36.351 USD. Männer hatten ein Durchschnittseinkommen von 30.236 USD, Frauen 21.778 USD. Das Prokopfeinkommen betrug 16.419 USD. 10,8 Prozent der Familien und 14,1 Prozent der Einwohner lebten unterhalb der Armutsgrenze.